# Марреро Крус, Мануэль
Мануэль Марреро Крус (исп. Manuel Marrero Cruz; род. 11 июля 1963, Ольгин, провинция Ольгин, Куба) — кубинский государственный и политический деятель. Премьер-министр Кубы с 21 декабря 2019 года.

## Биография
Мануэль Марреро родился 11 июля 1963 года в столице провинции Ольгин. По окончании школы окончил архитектурный институт и работал архитектором. Затем перешёл в туризм. В 2004 году возглавил министерство по туризму.
В 2019 году на Кубе прошёл конституционный референдум, на котором было принято решение восстановить посты главы правительства и президента страны. До этого эти посты занимал Председатель Государственного совета Кубы. Вскоре после этого Председатель Госсовета Кубы Мигель Диас-Канель занял пост президента страны. На пост премьер-министра он предложил главу туристического ведомства. Кубинский парламент единогласно поддержал это решение.
Через четыре года он также был переизбран в Национальную ассамблею народной власти. На первой сессии, весной 2023 года, он вновь был переизбран главой правительства Кубы.